# Kopalnia Pomorzany
Kopalnia Pomorzany (również Olkusz-Pomorzany ) – kopalnia rud cynku i ołowiu działająca od roku 1974 do 2020, zlokalizowana w Bolesławiu i Olkuszu. Kopalnia należała do ZGH Bolesław  i pod koniec istnienia była jedyną w Polsce kopalnią tych rud.
Złoża rud cynkowo-ołowianych w regionie śląsko-krakowskim są jednymi z największych złóż typu Mississippi Valley na świecie. Były eksploatowane od I. tysiąclecia p.n.e., także w średniowieczu, ale ich szczegółowe rozpoznanie zostało przeprowadzone w latach 1952–1977. Po 1945 roku działało 10 kopalń w niecce bytomskiej, chrzanowskiej i okręgu olkuskim.
Złoże rud cynku i ołowiu o powierzchni 7,9 km² eksploatowane przez kopalnię Pomorzany jest usytuowane w rowie tektonicznym na głębokości 80–140 m pod powierzchnią. Zostało udokumentowane w latach 1960–1992 oraz 1976–1992.

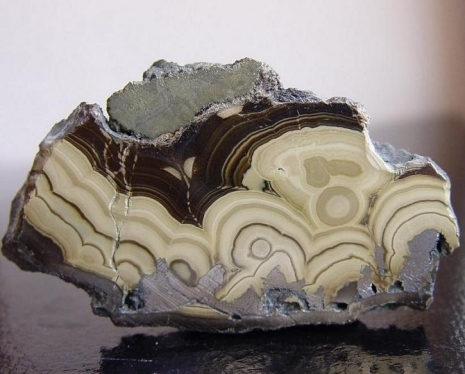
Blenda cynkowa, ruda cynku i ołowiu z kopalni Pomorzany

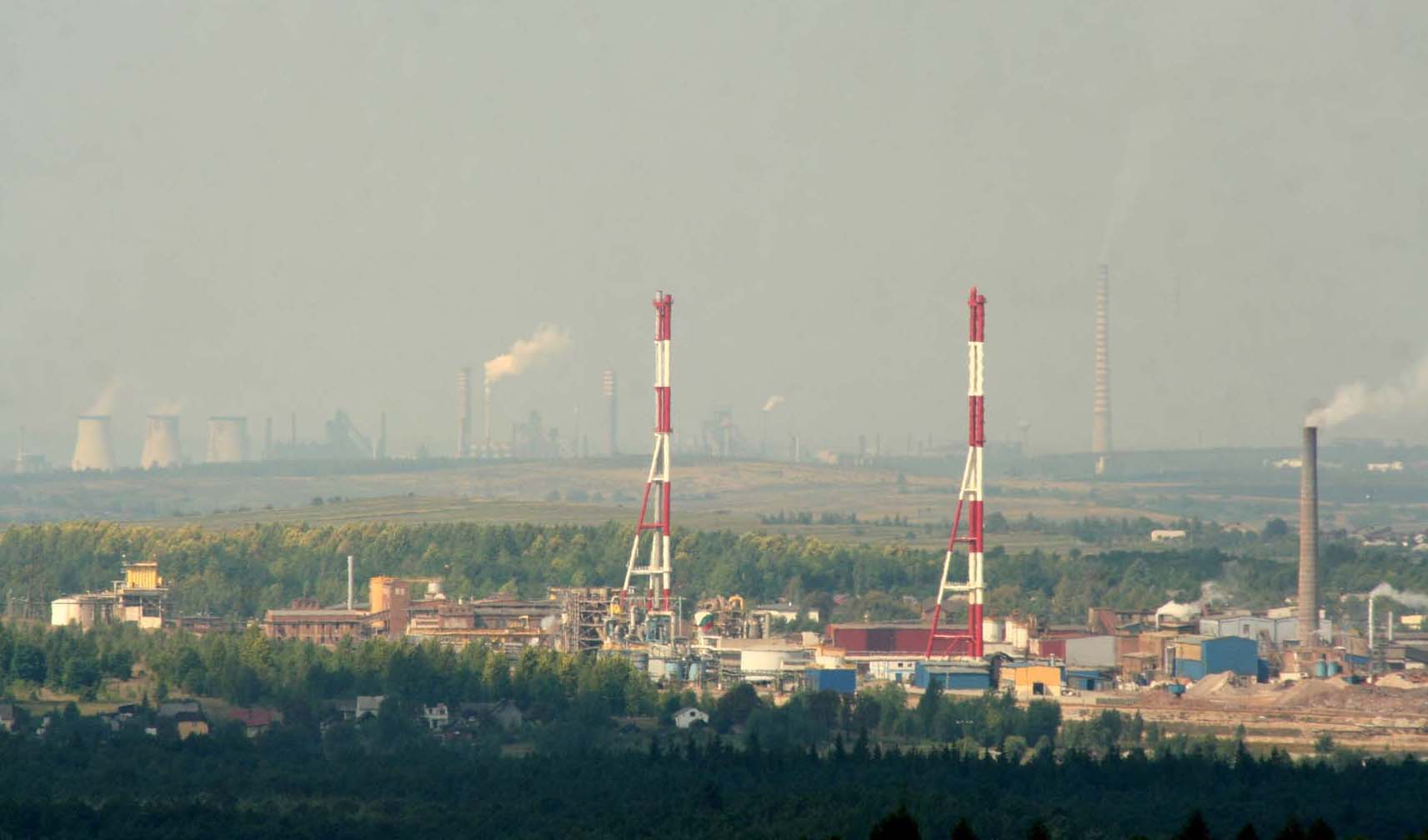
ZGH Bolesław, miejsce przetwarzania urobku kopalni Pomorzany

Oprócz rud metalicznych w złożach eksploatowanych przez kopalnię występuje powstały prawdopodobnie w paleogenie węgiel brunatny, głównie w postaci żelinitu, niemający jednak znaczenia gospodarczego. Węgiel występuje jako wypełnienie grawitacyjnych form krasowe dolomitów.
Prace przygotowawcze w celu udostępnienia złóż w rejonie Pomorzany zostały rozpoczęte w 1969 roku.
Wydobycie ruszyło w 1974 roku, urobek z kopalni Pomorzany i Olkusz był przekazywany do wspólnego zakładu wzbogacania. Wyrobiska są zabezpieczane głównie poprzez obudowę kotwiową .
Transport załogi odbywał się głównie upadowymi za pomocą samochodów terenowych, główny szyb Chrobry służy przede wszystkim do transportu urobku, rzadko do zjazdów personelu . Pozyskiwanie urobku odbywało się poprzez roboty strzałowe .
Do 2015 roku wydobyto 71,8 mln ton rudy, z czego uzyskano 3,021 mln ton cynku i 0,869 mln ton ołowiu.
Ze względu na wyczerpywanie się surowca ,  początek wygaszania kopalni zaplanowano na 2016 rok, jednak ZGH Bolesław otrzymał koncesję na wydobywanie rud ze złoża Klucze, przez to likwidacja kopalni przesunęła się o 3 lata .
29 kwietnia 2020 podjęto decyzję o zaprzestaniu wydobycia z dniem 31 grudnia 2020 roku; likwidacja kopalni pochłonie 140 mln złotych. Na początku stycznia 2022, krótko po zatrzymaniu pomp odwadniających kopalnię, wyschła rzeka Sztoła, która zasilana była wodą z tych pomp. W tym samym czasie, 7 stycznia 2022, zaobserwowano w lesie w Bolesławiu położonym w pobliżu, spore zapadlisko (ok. 12-15 metrów głębokości i 60-90 metrów średnicy). Zapadlisko to może mieć również związek ze zmianami związanymi z oddziaływaniem wody w likwidowanej kopalni. Niewiele później w wyrobisku dawnej kopalni piasku w Bolesławiu pojawiła się woda, tworząc zalewisko.